# زلزال كوليما 1941
زلزال كوليما 1941 هو زلزالٌ وقعَ في مدينة كوليما في المكسيك بتاريخ 15 أبريل 1941.